# Marcin Dorociński
Marcin Grzegorz Dorociński (ur. 22 czerwca 1973 w Milanówku) – polski aktor teatralny, telewizyjny i filmowy oraz działacz społeczny.
Sześciokrotnie nominowany do Orłów za role w filmach: Boisko bezdomnych (2008), Rewers (2009), Róża (2011), Obława (2012), Jack Strong (2014) i Moje córki krowy (2015). Laureat Paszportu Polityki za 2012 rok w kategorii „film”. Wystąpił m.in. w Torowisku (1999) Urszuli Urbaniak, jako „Despero” w Pitbullu (2005) Patryka Vegi, Barbórce (2005) Macieja Pieprzycy i Ogrodzie Luizy (2007) Macieja Wojtyszki. Na scenie warszawskiego Teatru Dramatycznego pracował m.in. z Grzegorzem Jarzyną, Krystianem Lupą, Krzysztofem Warlikowskim i Agnieszką Glińską.

## Życiorys

### Wczesne lata
Urodził się w Milanówku. Jego ojciec Czesław był kowalem, a matka – gospodynią domową. Dorastał w Kłudzienku z trzema braćmi – dwoma starszymi, którzy zostali policjantami, i jednym młodszym, który pracuje jako kontroler pojazdów. Ukończył Szkołę Podstawową nr 4 w Grodzisku Mazowieckim. Od dzieciństwa lubił grać w piłkę nożną i reprezentował szkołę w zawodach sportowych w piłce nożnej i siatkówce, ale marzenia o karierze piłkarskiej pokrzyżowała mu kontuzja kolana. Chciał zostać strażakiem, aby pomagać ludziom.
Ukończył Technikum Mechaniczne w grodziskim Zespole Szkół Technicznych i Licealnych nr 2 z tytułem technika obróbki skrawaniem. O szkole aktorskiej zaczął myśleć pod koniec nauki w technikum, gdzie brał udział w akademiach szkolnych. W podjęciu decyzji pomogła mu Izabela Kust, nauczycielka historii i Ewa Różbicka, która przygotowywała grupkę przyszłych aktorów oraz jego przyjaciel Gerard Położyński, dzięki któremu kilka tygodni przed egzaminami na studia wystąpił na festynie w Młodzieżowym Domu Kultury w Pruszkowie. W piątej klasie technikum dojeżdżał do Warszawy na zajęcia w Ognisku Teatralnym Haliny i Jana Machulskich przy warszawskim Teatrze Ochoty. W 1993 został studentem Wydziału Aktorskiego Państwowej Wyższej Szkoły Teatralnej im. Aleksandra Zelwerowicza w Warszawie. Już w latach studiów, ze względu na swój atrakcyjny wygląd, otrzymał etykietę „uroczy”. Po ukończeniu edukacji dorabiał jako ochroniarz w klubie „Blue Velvet”, prowadził prezentację szamponu i golarki, był kelnerem w Qchni Artystycznej.

### Kariera
Na drugim roku studiów Krystyna Janda powierzyła mu główną rolę Dona Rodryga w telewizyjnej wersji Cyda (1995) Pierre’a Corneille’a w tłumaczeniu Stanisława Wyspiańskiego w Teatrze Telewizji. Na trzecim roku studiów zadebiutował na kinowym ekranie niewielką rolą studenta w kontrowersyjnym filmie Andrzeja Żuławskiego Szamanka (1996) z Bogusławem Lindą, a w telewizji był studentem w serialu Jana Łomnickiego Dom (1996). W 1997 na XV Festiwalu Szkół Teatralnych w Łodzi zdobył wyróżnienie za rolę Kreona w spektaklu Sofoklesa Antygona i ukończył warszawską Akademię Teatralną.
W latach 1997–2011 występował w warszawskim Teatrze Dramatycznym w sztuce Niezidentyfikowane szczątki ludzkie i prawdziwa natura miłości (1997) Brada Frasera w reżyserii Grzegorza Jarzyny w roli Roberta, Poskromieniu złośnicy (1998) Szekspira w reż. Krzysztofa Warlikowskiego jako Lucencjo, Powrocie Odysa (1999) Wyspiańskiego w reż. Krystiana Lupy w roli Antinoosa, Operze żebraczej (1999) według Václava Havla w reż. Piotra Cieślaka jako kapitan Macheath, Zazum (2000) Dariusza Rzontkowskiego w reż. Łukasza Kosa, Płatonowie (2002) Czechowa w reż. Pawła Miśkiewicza w roli Sergiusza oraz Opowieściach o zwyczajnym szaleństwie (2005) Petra Zelenki w reż. Agnieszki Glińskiej jako Alesz. W 1998 grał gościnnie w Opętanym Bolesława Leśmiana w reż. Małgorzaty Boratyńskiej w Teatrze Ateneum im. Stefana Jaracza, z którym związał się na stałe we wrześniu 2011. W tym okresie pojawiał się również w serialach: Ekstradycja 3 (1998), Na dobre i na złe (1999, 2007), Dom (2000), Rodzina zastępcza (2000) i Sfora (2002).

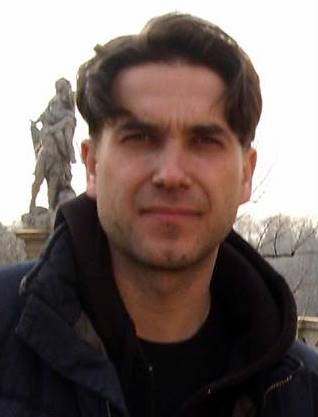
Dorociński (2007)

Wcielił się w postać Antoniego Lulka adaptacji powieści Stefana Żeromskiego Przedwiośnie (2001) w reżyserii Filipa Bajona. W tym samym roku otrzymał Grand Prix im. Ludwika Sempolińskiego za wykonanie piosenki „Kiedy Łukasz się zamyśli” na II Ogólnopolskim Festiwalu Sztuki Estradowej w Warszawie. W sitcomie Lokatorzy (2003) wystąpił jako aktor Feliks Benta. Rozpoznawalność zapewniła mu rola podkomisarza Sławomira „Despero” Desperskiego w sensacyjnym filmie kryminalnym Patryka Vegi Pitbull (2005), za którą odebrał Nagrodę im. Zbyszka Cybulskiego i nagrodę Jantar za najlepszą rolę męską na Festiwalu Debiutów Filmowych „Młodzi i Film” w Koszalinie. 12 kwietnia 2006 otrzymał list gratulacyjny od prezydenta Rzeczypospolitej Polskiej Lecha Kaczyńskiego. Za postać gangstera Fabiana „Fabio” Sawickiego w komediodramacie Macieja Wojtyszki Ogród Luizy (2007) otrzymał Specjalną Nagrodę Aktorską na 32. Festiwalu Polskich Filmów Fabularnych w Gdyni. Był nominowany do Polskiej Nagrody Kina Niezależnego („Offskara”) jako sierżant Rafalski w komedii offowej Boda Koxa Nie panikuj! (2007). Popularność wśród telewidzów zyskał jako Roman Trojański, były mąż Heli (Anna Guzik) w sitcomie TVN Hela w opałach (2007). W 2008 magazyn „Elle” przyznał mu nagrodę Elle Style Awards w kategorii aktorskich objawień roku.
Za rolę sierżanta Władysława w komedii Piotra Matwiejczyka Kup teraz (2008) zdobył wyróżnienie na 5. Festiwalu Filmów Niezależnych „Bartoszki Film Festiwal” w Tarnobrzegu. Aby zagrać romantycznego kucharza Bartka w komedii romantycznej Macieja Żaka Rozmowy nocą (2008) zdecydował się przytyć parę kilo. Rola Jacka Mroza, niespełnionej nadziei piłki polskiej, któremu kontuzja złamała życie, zmaga się z alkoholizmem i zostaje trenerem drużyny bezdomnych w komedii Kasi Adamik Boisko bezdomnych (2008) przyniosła mu nominację do nagrody Orła w kategorii najlepsza główna rola męska. „To wiarygodna, wyważona kreacja” – pisała Dominika Kaszuba na łamach Megafonu.pl. W 2009 otrzymał „Honorową Rybę” za „wspieranie polskiego kina niezależnego” na 7. Multimedia Happy End Festiwalu Filmów Optymistycznych w Rzeszowie. Jako diaboliczny Bronisław Falski vel Toporek, stylizowany na stalinowskiego Humphreya Bogarta, funkcjonariusz Urzędu Bezpieczeństwa w czarnej komedii Borysa Lankosza Rewers (2009) u boku Agaty Buzek, Krystyny Jandy i Anny Polony zdobył Złotego Lwa za drugoplanową rolę męską na 39. Festiwalu Filmowym w Gdyni i był nominowany nagrody Orła w kategorii najlepsza główna rola męska.

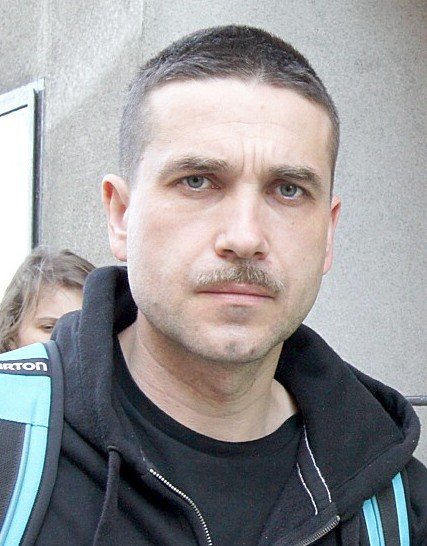
Dorociński (2012)

Za rolę Tadeusza, oficera Armii Krajowej i uczestnika powstania warszawskiego, w dramacie wojennym Wojciecha Smarzowskiego Róża (2011) otrzymał Złotego Lwa za rolę męską na 36. FPFF w Gdyni, a także nagrodę aktorską w konkursie Directors Week na Międzynarodowym Festiwalu Filmów Fantastycznych „Fantasporto” w Porto, nagrodę Srebrnego Pawia za najlepszą główną rolę męską na Międzynarodowym Festiwalu Filmowym w Goa i nagrodę im. Elżbiety Czyżewskiej dla najlepszego aktora na Nowojorskim Festiwalu Filmów Polskich oraz był nominowany nagrody Orła w kategorii najlepsza główna rola męska. Uznanie wśród telewidzów zdobyła postać dyrektora ośrodka pomocy społecznej Wiktora Okulickiego w serialu Magdaleny Łazarkiewicz Głęboka woda (2011), który zdobył Złote Tablice na prestiżowym konkursie produkcji telewizyjnych Hugo TV Awards w Chicago i Nagrodę Prix Italia 2012. Był organizatorem koncertu w głośnym dramacie Leszka Dawida Jesteś Bogiem (2011). W nastrojowym i bogatym emocjonalnie dramacie psychologicznym Lęk wysokości (2011) wcielił się w postać Tomka Janickiego, którego spokojne i poukładane życie przerywa wiadomość o złym stanie chorego psychicznie ojca (Krzysztof Stroiński), z którym od lat nie utrzymywał żadnych kontaktów. W pierwszym sezonie psychologicznego serialu stacji HBO Bez tajemnic (2011) wystąpił jako Szymon Kowalczyk, oficer wojsk specjalnych służący na misji w Afganistanie, który trafia na terapię po tym, jak w czasie omyłkowego ostrzału zabija grupę cywilów. Jako kapral Armii Krajowej o pseudonimie „Wydra”, postać inspirowana wojennymi losami Adama Krzyształowicza, w dramacie wojennym / dreszczowcu Marcina Krzyształowicza Obława (2012) i za rolę w filmie Róża został uhonorowany Paszportem „Polityki” za „absolutny słuch aktorski, który chroni go przed komercją i tandetą. I za to, że rozwija się z roku na rok, z filmu na film” i po raz kolejny zdobył nominację do nagrody Orła w kategorii najlepsza główna rola męska. Był pułkownikiem Antonim Pakulskim w serialu Szpiedzy w Warszawie (2012), zrealizowanym przez brytyjską BBC i Telewizję Polską.
W styczniu 2013 znalazł się na okładce miesięcznika „Film” w mundurze Ryszarda Kuklińskiego, oficera Ludowego Wojska Polskiego, w którego wcielił się na planie dreszczowca szpiegowskiego Władysława Pasikowskiego Jack Strong (2014). Za rolę Kuklińskiego został doceniony przez krytyków i otrzymał nominację do nagrody Orła za najlepszą główną rolę męską. W filmie Jana Jakuba Kolskiego Serce serduszko (2014) wcielił się w postać Mirka Milewskiego, alkoholika, który w imię miłości do córki Maszeńki podejmuje próbę wyjścia z nałogu. Następnie wystąpił jako Borys w dramacie Wojciecha Smarzowskiego Pod Mocnym Aniołem (2014) na podstawie powieści Jerzego Pilcha. Za kreację Grzegorza, wiecznie bezrobotnego i zapuszczonego męża Kasi (Gabriela Muskała) w tragikomedii Kingi Dębskiej Moje córki krowy (2015) o chorobie i śmierci otrzymał nominację do Orła za najlepszą drugoplanową rolę męską. W serialu kryminalnym HBO Pakt (2015) zagrał postać Piotra Grodeckiego, dziennikarza śledczego, który natrafia na trop oszustwa w międzynarodowej korporacji. W klimatycznym dreszczowcu Wojciecha Kasperskiego Na granicy (2016) zagrał bezwzględnego i przerażającego przemytnika Konrada. Wystąpił też w dwóch zagranicznych produkcjach: jako Christian Coolidge w miniserialu Cape Town (2016), adaptacji bestsellerowego kryminału południowoafrykańskiego pisarza Deona Meyera Dead Before Dying, oraz jako Ladislav Vaněk w biograficznym dramacie wojennym Seana Ellisa Anthropoid (2016), ekranizacji powieści francuskiego pisarza Laurenta Bineta HHhH. Zamach na kata Pragi.
W 2018, po 11 latach, powrócił na kinowy ekran jako komisarz Sławomir Desperski „Despero” vel Mateusz Wółkowski „Hycel” w sensacyjnym filmie kryminalnym Pitbull. Ostatni pies w reż. Władysława Pasikowskiego, który zaangażował go później również do roli komisarza „Wita” Witkowskiego w filmie Psy 3. W imię zasad (2020). W tym samym roku Dorociński zagrał Wasilija Borgowa w głośnym serialu Netflixa Gambit królowej. W październiku 2022 potwierdził informacje, że wystąpi w kolejnych częściach kinowego przeboju Mission Impossible.
W 2017 wziął udział w sesji zdjęciowej do kwietniowego „Men’s Health”. Był też na okładkach magazynów: „Sens” (w kwietniu 2008), „Malemen” (w styczniu 2010), „Twój Styl” (w październiku 2010), „Exclusive” (w lutym 2013), „Zwierciadło” (w lutym 2014), „Logo” (w lutym 2014 i lutym 2018), „Elle Man” (w październiku 2015), „Esquire” (w listopadzie 2016), „Tele Magazyn” (w styczniu 2017) i „Twój Styl Man” (w październiku 2019). W 2020 był ambasadorem Santander Bank Polska, w kampanii reklamowej wcielił się we wszystkich bohaterów reklamy, skrajnie różniących się wiekiem, charakterem czy wykonywanym zawodem, a w 2021 został ambasadorem marki Kinley, w ramach kampanii reklamowej realizowanej pod hasłem „Smak, do którego dorastasz”.

### Działalność społeczna

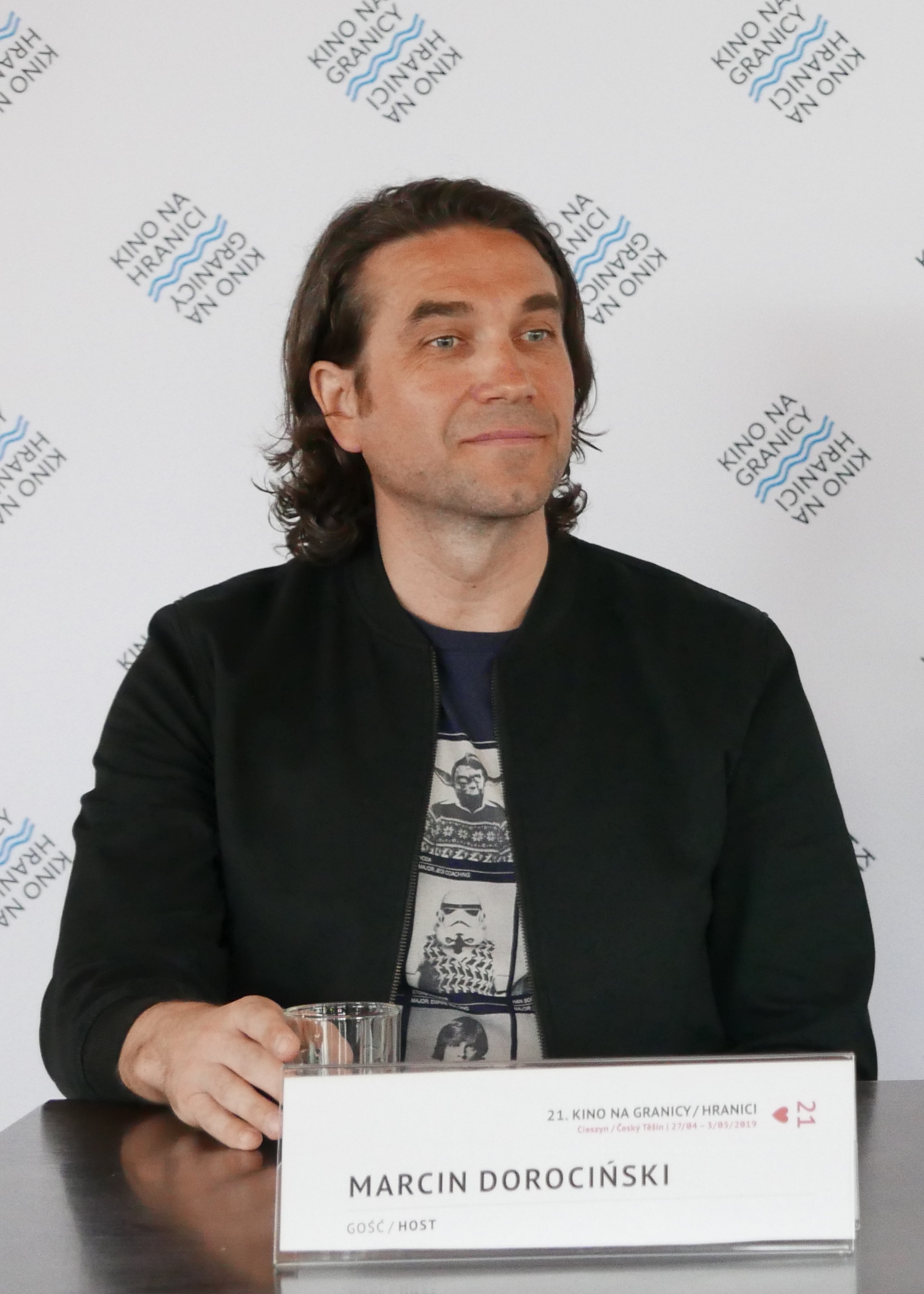
Marcin Dorociński na festiwalu filmowym Kino na Granicy w Cieszynie (2019)

W 2016 otrzymał nagrodę w kategorii ekologia za działalność na rzecz ochrony przyrody, zwłaszcza zagrożonych gatunków zwierząt, w plebiscycie „Gwiazdy Dobroczynności”, do którego był nominowany przez World Wide Fund for Nature.

### Odznaczenia
11 kwietnia 2014 został odznaczony srebrnym Medalem „Zasłużony Kulturze Gloria Artis” w dziedzinie „film”.

## Życie prywatne
Żonaty ze scenografką Moniką Sudół; ma syna Stanisława (ur. 2006) i córkę Janinę (ur. 2008).

## Filmografia

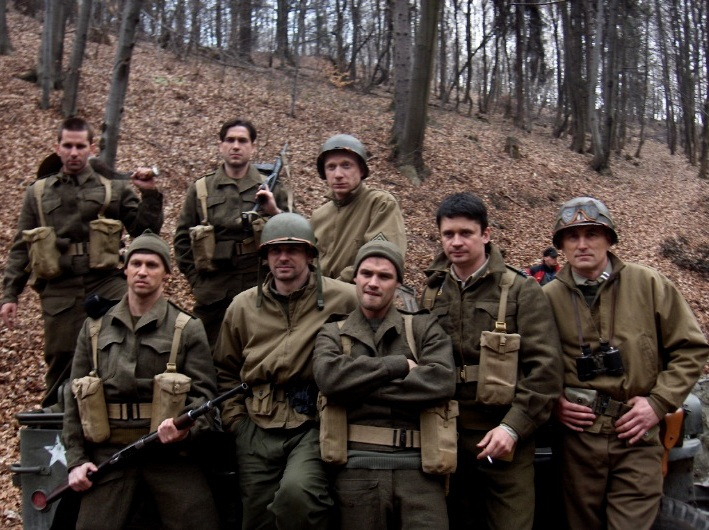
Zdjęcie z planu serialu Tajemnica twierdzy szyfrów (2006); od lewej – górny rząd: Marcin Bosak (Raider), Marcin Dorociński (Afgan), Arkadiusz Janiczek (sierżant); od lewej – dolny rząd: Robert Wrzosek (Nigel Wood), Paweł Deląg (komandor Howard Compaigne), Jan Wieczorkowski (Hamlet), Piotr Grabowski (major Andrzej Czerny), Andrzej Szczytko (kapitan Thomas Gregg).

### Filmy

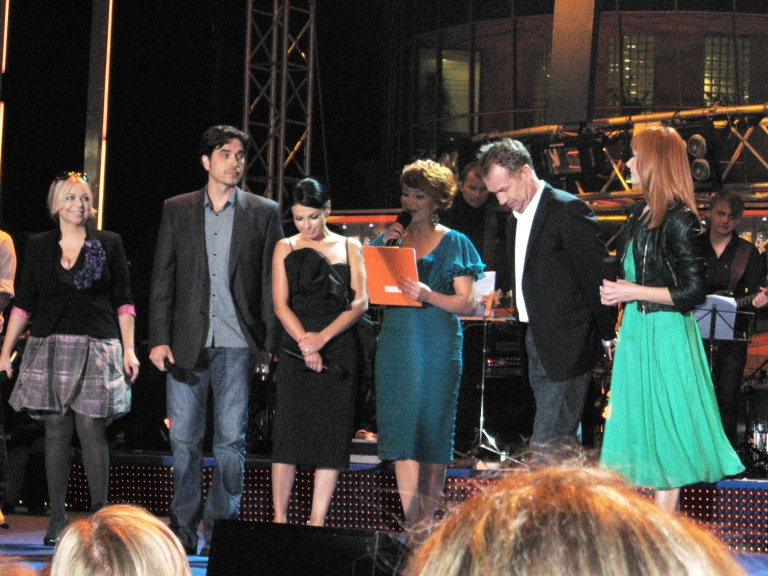
Marcin Dorociński (drugi od lewej) wraz z aktorami serialu Tancerze (2009)

- 1996: Szamanka jako student na ulicy
- 1999: Kiler-ów 2-óch jako „Młody wilk” Mirosław
- 1999: Krugerandy jako Arek Bilski
- 1999: Torowisko jako Zbyszek
- 2001: Przedwiośnie jako Antoni Lulek
- 2001: Tam, gdzie żyją Eskimosi jako Muzyk na chrzcinach
- 2002: Sfora: Bez litości jako oficer UOP
- 2003: Nienasycenie jako Generał Niehyd-Ochluj
- 2003: Show jako Roman, uczestnik programu
- 2004: Vinci jako komisarz Łukasz Wilk
- 2005: 1409. Afera na zamku Bartenstein jako Biały rycerz (Wiedźmin)
- 2005: Pitbull jako Podkomisarz Sławomir ‘Despero’ Desperski
- 2006: Dzisiaj jest piątek jako Maniek
- 2006: Francuski numer jako Mateusz
- 2006: Wstyd jako Nauczyciel Jan
- 2006: Wszyscy jesteśmy Chrystusami jako Anioł Zła
- 2007: Ogród Luizy jako Fabian „Fabio” Sawicki
- 2008: Boisko bezdomnych jako Jacek Mróz
- 2008: Rozmowy nocą jako Bartek
- 2009: Idealny facet dla mojej dziewczyny jako Kostek Chmurski
- 2009: Miłość na wybiegu jako Fotograf Kacper
- 2009: Rewers jako Bronisław, a także jako syn Sabiny i Bronisława
- 2009: Piotrek trzynastego
- 2009: Kobieta, która pragnęła mężczyzny (Kvinden der drømte om en mand) jako Maciej Kockhański
- 2011: Lęk wysokości jako Tomek
- 2011: Róża jako Tadeusz
- 2011: Jesteś Bogiem jako organizator koncertu
- 2012: Obława jako kapral „Wydra”
- 2013: Miłość jako TomekMarcin Dorociński na planie filmowym w Sanoku (2013)

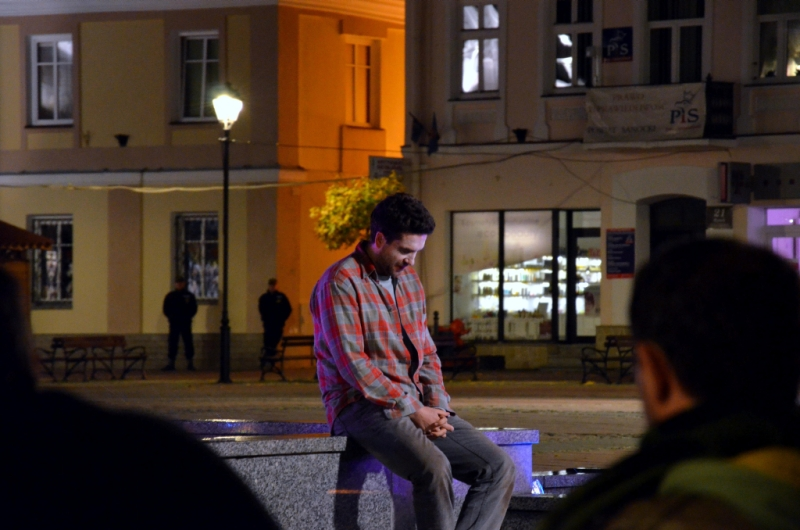
Marcin Dorociński na planie filmowym w Sanoku (2013)

- 2013: Drogówka jako sierżant sztabowy Krzysztof Lisowski
- 2014: Pod Mocnym Aniołem jako Borys
- 2014: Jack Strong jako pułkownik Ryszard Kukliński
- 2014: Serce, serduszko jako Mirek Milewski, ojciec Maszeńki
- 2015: Moje córki krowy jako Grzegorz, mąż Kasi
- 2016: Na granicy jako Konrad, przemytnik
- 2016: Anthropoid jako Ladislav Vaněk
- 2017: Małżeńskie porachunki (Small Town Killers / Dræberne fra Nibe) jako Igor Ladpolny, zabójca na zlecenie
- 2018: Pitbull. Ostatni pies jako Sławomir Desperski „Despero”
- 2018: 303. Bitwa o Anglię jako Witold Urbanowicz, dowódca dywizjonu 303
- 2018: 7 uczuć jako Aldek Sałacki
- 2018: Plan B jako Mirek Dzięcioł
- 2018: Zabawa, zabawa jako Jerzy
- 2019: Ciemno, prawie noc jako Marcin Schwartz
- 2020: Psy 3. W imię zasad jako Witkowski „Wit”
- 2021: Teściowie jako Andrzej
- 2022: Niebezpieczni dżentelmeni jako Stanisław Ignacy Witkiewicz "Witkacy"
- 2023: Mission: Impossible – Dead Reckoning jako kapitan okrętu podwodnego "Sewastopol"
- 2025: Vinci 2 jako komisarz Łukasz Wilk

### Filmy telewizyjne
- 2000: Święta polskie: Żółty szalik jako kierowca bohatera
- 2005: Solidarność, Solidarność... jako Filip
- 2005: Święta polskie: Barbórka jako Jakub Skowerski

### Seriale telewizyjne
- 1996–2000: Dom jako student
- 1998: Ekstradycja 3 jako policjant zabity przez Sumara
- 1999: Na dobre i na złe jako piłkarz Lufa
- 1999: Pierwszy milion jako Sasza Jurkin
- 1999: Wszystkie pieniądze świata jako Kukuś
- 2000: Rodzina zastępcza jako praktykant
- 2000–2001: Miasteczko jako Marek, mąż Lucyny
- 2001: Kocham Klarę jako aktor Marcin Kapuściński, sąsiad Zalapskich
- 2001–2002: Marzenia do spełnienia jako Marek Lisowski, brat Magdy, adwokat
- 2002: Przedwiośnie jako Antoni Lulek
- 2002: Sfora jako oficer UOP
- 2003: Defekt jako kierownik domu starców
- 2003: Lokatorzy jako Feliks Benta
- 2003: Psie serce jako Piotr
- 2004: Camera Café jako Julian
- 2004: Glina jako fotograf, były asystent Woźnickiego
- 2004: Kryminalni jako Aleksander Buchacz (odc. 5)
- 2005–2008: Pitbull jako podkomisarz Sławomir „Despero” Desperski
- 2005–2006: Fala zbrodni jako Michał Wagner
- 2006: Fałszerze – powrót Sfory jako oficer UOP
- 2007: Ekipa jako Krzysztof Tobiasz, partner Aleksandry Pyszny
- 2007–2011: Hela w opałach jako Roman Trojański, były mąż Heli
- 2007: Na dobre i na złe jako mieszkaniec miasteczka
- 2007: Tajemnica twierdzy szyfrów jako „Afgan”
- 2009: Grzeszni i bogaci jako Dżoni Sport
- 2009: Naznaczony jako Andrzej Smoczyński
- 2009: Tancerze jako Krzysztof Nawojczyk, wykładowca sztuki aktorskiej
- 2010: Świat według Kiepskich jako mężczyzna
- 2011: Głęboka woda jako Wiktor Okulicki
- 2011: Bez tajemnic jako Szymon Kowalczyk
- 2012: Szpiedzy w Warszawie jako Antoni Pakulski
- 2013: Run jako Piotr
- 2014-2015: Der Usedom-Krimi (odcinki Mörderhus i Schandfleck) jako polski policjant Marek Woźniak
- 2015: Pakt jako Piotr Grodecki
- 2016: Cape Town jako Christian Coolidge
- 2020: Gambit królowej jako Wasilij Borgow
- 2022: Erynie jako Edward Popielski
- 2023: Wikingowie: Walhalla jako Jarosław I Mądry

### Filmy krótkometrażowe
- 2004: Niedosyt jako Jacek
- 2006: Beautiful jako Dominik
- 2019: Jaś i Małgosia – rodzeństwo, które przeżyło! (short Grupy Filmowej Darwin) jako Andrzej Piórko

### Filmy niskobudżetowe
- 2007: Na boso
- 2007: Nie panikuj! jako sierżant Rafalski
- 2008: Kup teraz jako policjant Władysław

### Dubbing
- 2008: Mass Effect – komandor Shepard
- 2010: Megamocny – Metroman
- 2015: Gwiezdne wojny: Przebudzenie Mocy – Kylo Ren
- 2016: Fantastyczne zwierzęta i jak je znaleźć – Percival Graves
- 2017: Sing – Buster Moon
- 2017: Był sobie pies – Bailey
- 2017: Gwiezdne wojny: Ostatni Jedi – Kylo Ren
- 2018: Pandy 3D
- 2019: Gwiezdne wojny: Skywalker. Odrodzenie – Kylo Ren

### Teledyski
| Rok  | Tytuł           | Wykonawca          |
| ---- | --------------- | ------------------ |
| 2001 | „Eliksir życia” | Patrycja Markowska |
| 2012 | „W taką noc”    | Magda Femme        |
| 2014 | „Reconcile”     | Curly Heads        |

## Nagrody
- Nagroda na FPFF w Gdyni
  - Najlepsza pierwszoplanowa rola męska: 2011: Róża
  - Najlepsza drugoplanowa rola męska: 2009: Rewers